# Чюрклунд, Вилли
Пауль Вильгельм Чюрклунд (швед. Paul Wilhelm «Willy» Kyrklund; 27 февраля 1921, Хельсинки, Финляндия — 27 июня 2009, Уппсала, Швеция) — шведскоговорящий финский прозаик, драматург, математик и востоковед. Лауреат 12 литературных премий, почетный доктор Уппсальского университета.

## Жизнеописание
Вилли родился в шведскоговорящей семье инженера Гуннара Чюрклунда и Ингеборги Гергаммер. В 1931 году отец получил хорошую работу на целлюлозной фабрике, и супруги с ребенком перебрались в Харлу. Будучи старшеклассником Шведского хельсинкского нормального лицея, Вилли определенное время квартировал у поэта, переводчика и знатока старины Эмиля Циллиакуса. Получил среднее образование в 1938 году и начал штудировать эстетику и математику в академии Або, а также — юриспруденцию и философию в Хельсинкском университете.
Обучение прервалось в 1940 году, когда Вилли Чюрклунда призвали в армию, где он стал служить штабным писарем. Армейские впечатления о двух финско-советских войнах оказали решающее влияние на формирование творчества молодого писателя. Осознав продажность и эгоизм правительств западноевропейских стран, он заинтересовался неевропейскими культурами: уже в середине сороковых годов самостоятельно начал изучать арабский язык. Неприятие войны как таковой стало еще одной причиной того, что в феврале 1944 Чюрклунд, получив положительный ответ на заявление о гостевой стипендии от Стокгольмской высшей школы, эмигрировал в Швецию (родители так поступили еще пять лет назад), причем стал её гражданином только в 1950 году. Военные воспоминания отражены в рассказе «Прогноз: негативный», который в 1945 году победил на литературном конкурсе шведского издательства «Олен и Окерлунд». На новом месте он с самого начала жил за зарплату помощника счетовода в городской землеуправляющей конторе (Лидинге, пригород Стокгольма) и стипендий за литературную деятельность. Тогда же он поступил в Стокгольмскую высшую школу и слушал лекции по математике, естественным наукам и семитским языкам. Специализировался на арабском языке, выбрав как факультативные китайский и русский. Параллельно совершенствовался в латыни, греческом, персидском и санскрите. В 1953 он получил диплом филолога. В 1945 Вилле Чюрклунд вступил в брак с дочерью выдающегося финского химика Пера Экваля — Биргиттой.
Немалую часть 1950-х и 1960-х гг. Чюрклунд провел в путешествиях. В 1951 благодаря путевой стипендии от издательства Бонниера он смог отправиться в долгую дорогу, протянувшуюся от Марокко вдоль североафриканского побережья до Турции, Ирака, Ирана и Индии, и в каждой из этих стран надолго останавливался. В середине пятидесятых писатель вместе со своей семьей прожил год на греческом острове Нисирос, в результате чего вышли в свет дорожные записки под названием «Эгеон» (1957). После посещения Ирана появилась книга «К Таббасу», в которой оригинальные наблюдения местной жизни переплетаются с проницательными размышлениями на темы суфийской поэзии.
В конце этого же десятилетия он в стокгольмской Высшей технической школе успешно составлял программы для второй по счету шведской электронно-вычислительной машины БЕСК, которая на то время отличалась быстродействием среди других в мире. Вообще говоря, всем его произведениям свойственна своеобразная математичность. Критики сравнили его рассказ «Кот» с квантовой механикой. Сам Чюрклунд охотно характеризовал свои книги как «брошюры» и «памфлеты», а в интервью для журнала «90-е» назвал свои рассказ и повести моделями мыслей.
В 1982 году он женился второй раз, а на 89-м году жизни скончался, со слов дочери Нины, тихо и умиротворенно.

## Творчество
Всё литературное наследие Вилли Чюрклунда одной фразой характеризует сентенция, с которой начинается его роман «Учитель Ма» (швед. Mästaren Ma, 1953): «Ищу вопрос, ответом на который стала бы жизнь человека». Во многих произведениях красной нитью проходит тема бессилия человека перед окружением, противоречие между взлетом мечты и вынужденной низостью, разрывом между грёзами и реальностью.
В 1948 году Чюрклунд дебютировал сборником рассказов «Паровой каток», обозначенный влиянием модернизма. Структура рассказов прикрыта, на первый взгляд, слишком пестрой символикой, но такое средство помогает лучше воспринимать своеобразную сюрреалистическую смесь горькой иронии, позорного примирения с абсурдной действительностью и отчуждение. И только, в отличие от сугубо сюрреалистических произведений, эта вычурность вполне осознана и прояснена.
К этому же периоду творчества принадлежит повесть «Один в двух лицах» (1949). Здесь едкая критика бюрократического и конформистского настоящего сочетается с философскими размышлениями и не лишенными пафоса отступлениями. Характерной особенностью является полное пренебрежение законами жанра и стилистические эксперименты с текстом.
Успехом пользовалась повесть «Соланж» (1951), едва ли не самая популярная из всего творчества, о молодой женщине, которая в условиях серой действительности боролась за мечту и любовь. Коротко и метко звучит эпиграф произведения — отрывок из стихотворения Карин Бойе:
| Куда делись подавленные песни? Где стремления, несбывшиеся, забыты? Лежат они, похороненные в грязи, Их в завываньях ветра можно слышать… |

Благодаря знанию восточных языков и культур вышел в свет «Учитель Ма» (1953). Его жанр трудно определить. Речь построена на цитатах из писаний мыслителя Ма Фуцзи и комментариев его приземленной жены Яо Сяоюй и сухого буквоеда — ученика Ли. Это своеобразная пародия на так называемые ученые теологические диспуты, сдобренная осмеянной и вывернутой наизнанку философией Конфуция. В лице самого учителя противопоставляется величие полёта мысли и никчемность, примитивность повседневных действий. Бессильный мудрец очищается только в конце своего жизненного пути. В произведении проведено несколько исторических линий. Вот одна из них, изложенная устами Яо Сяоюй:
| «Я посетила ежегодный праздник люда глинобитных домов и соломенных крыш. Говорят, прежде чем стать ворами и пожирателями подонков, эти люди свободно жили в долине Сисюнфу. Однако их покорило вооруженное нашествие чужеземцев, которые и основали этот город. Говорят, некогда предки нынешних воров и пожирателей подонков имели своих князей, имели своё собственное государство. А теперь уже никто не помнит, кто был князем, а кто подданным. Свой праздник люд отбывает без освещения, потому что нечем светить, и без праздничных блюд, потому что нечего есть. С криками юноши носятся по улицам, вбегают в дом и орут: „Радуйтесь! Радуйтесь! Пропала последняя надежда!“ Никто не знает, почему они выкрикивают эти слова; можно только утверждать, что так уж повелось». |

То, что Чюрклунд хорошо ориентировался в византийской и ближневосточной культуре, ощущается в сборниках «Смерть горностая» (1954) и «Перестаравшийся любовник» (1957). На фоне экзотики особенно четко видны все недостатки европейского или американского буржуа.
В 1964 году Вилли Чюрклунд выдал наиболее спорную вещь — «Перелицованный Полифем». Это сборник на первый взгляд совсем разных коротких прозаических произведений, однако у них есть общая существенная черта: каждую из этих составляющих можно считать выражением точки зрения писателя на язык. Автор использует как аутентичные, так и придуманные греческие мифы, разнообразные рассказы и народные легенды, чтобы утверждать самое важное: средств языка мало, чтобы передать то, что глубоко залегло и сильнее всего болит, а человеческое «я» — это не что иное, как безвластное полотно для проектирования множества образов, обремененных так называемой культурой.
В «Настоящем чувстве» (1974) рассмотрены правила, которые определяют эту якобы подлинность, и в повествовательной форме приведен пример «ложных чувств», которые с социальной точки зрения считаются чрезмерными, немотивированными, а то и вредными. Здесь еще чувствуется влюбленность в персидскую и арабскую культуру, но уже после поездки в Пакистан в конце семидесятых автор решил символично отойти от ориенталистики. В то время усилилось давление фундаментализма, а Чюрклунд со своей органической неприязнью к воинствующему официозу и притеснениям не мог с этим примириться.
В произведении эссеистского типа «О доброте» (1988) представлена в трагикомичном освещении сущность человека как биологического существа, нравственность которого зависит от потребности выживания. «Элпенор» (1986) — это попытка переиначить «Одиссею», показав события с точки зрения простого гребца Элпенора.
Чюрклунд писал также пьесы, которые впоследствии инсценированы были, в частности, в Королевском драматическом театре и переработаны для радиопередач. Достойны внимания такие вещи, как своеобразный комментарий к Еврипиду «Медея с Мбонго» (1967), «Боги и люди» (1977) и «Зеб-униса» (1978), которую считают последней из ориенталистского цикла творчества Вилли Чюрклунда.
Произведения Чюрклунда изданы на тринадцати языках.

## Отличия
- 1951 — Литературная премия газеты «Свенска дагбладет»
- 1959 — Литературная премия газеты «Афтонбладет»
- 1964 — Эвралидская премия
- 1965 — Большая премия «Общества Девяти»
- 1967 — Премия Сигне Экблад-Эльд (Signe Ekblad-Eldhs)
- 1967 — Литературная премия газеты «Мы»
- 1981 — Большая поощрительная литературная премия
- 1986 — Литературная премия сети книготорговли Лундеквиста
- 1989 — Премия Герарда Боннира(основана японской фирмой «Pilot Corporation»)
- 1994 — Звание почетного доктора Уппсальского университета
- 1997 — Премия «Аниара»
- 2001 — Скандинавская премия Шведской академии
- 2001 — Медаль «За заслуги» Шведского фольктинга Финляндии